# T-Puzzle

Konstruktion

Das T-Puzzle ist ein Geduldsspiel. Das Besondere an diesem Spiel ist, dass es trotz der einfachen Ausgangssituation in der Regel doch lange dauert, bis das Rätsel gelöst wird. Im Unterschied zu anderen Legespielen wie z. B. Tangram geht es beim T-Puzzle nicht in erster Linie darum, verschiedene Figuren zu legen, obwohl auch dies – wenn auch nicht sehr variantenreich – möglich ist.

## Geschichte
Der genaue Ursprung des Spiels ist unbekannt.
Im frühen 19. Jahrhundert wurde das Puzzle zu Werbezwecken eingesetzt. Das älteste bekannte Spiel wurde im Jahr 1903 in die Teeboxen des „White Rose Ceylon Tea“ gepackt, der in New York von Seeman Brothers vertrieben wurde. Auf dem längsten Puzzleteil stand die Spielanleitung „Arrange these four pieces of cardboard so as to form a perfect T.“ („Ordne diese vier Pappkartonteile so an, dass ein perfektes T entsteht.“ mit dem Wortspiel „[...], dass ein perfekter Tee entsteht.“)

## Konstruktion
Der Buchstabe „T“ wird mit der Breite a auf ein Blatt Papier oder ein dünnes Holzbrett gezeichnet und ausgeschnitten. Durch den ersten Schnitt (1.) wird der Buchstabe in drei Teile geteilt. Der zweite Schnitt (2.) verläuft parallel zum ersten im Abstand a. Dadurch ergeben sich vier Teile.

## Spielregeln
Die vier Teile des Spiels werden gemischt und evtl. umgedreht. Erst jetzt sollte der Spieler die Teile zu Gesicht bekommen. Die Aufgabe besteht darin, aus den Teilen den Buchstaben „T“ zu legen.

## Lösung
Das Lösen des Rätsels wird dadurch erschwert, dass alle vier Teile die gleiche Breite a besitzen. Zudem wird oft zuerst versucht, die Ecke im mittleren Teil zu füllen.

## Varianten
Die folgenden Beispiele zeigen einige weitere Lege-Varianten.

Standardfigur
Einzelteile
Form eines Hauses
Form eines Pfeils
Form zweier versetzter Balken